# Dochowa
Dochowa – wieś w Polsce położona w województwie dolnośląskim, w powiecie górowskim, w gminie Wąsosz. W latach 1975–1998 miejscowość należała administracyjnie do województwa leszczyńskiego.

## Nazwa
W księdze łacińskiej Liber fundationis episcopatus Vratislaviensis (pol. Księga uposażeń biskupstwa wrocławskiego) spisanej za czasów biskupa Henryka z Wierzbna w latach 1295–1305 miejscowość wymieniona jest w polskiej obecnej formie Dochowa oraz zlatynizownej wersji Dothowa.